# Opština Češinovo-Obleševo
Češinovo-Obleševo (makedonsky Чешиново-Облешево) je opština ve Východním regionu v Severní Makedonii. Centrem opštiny je vesnice Obleševo.

## Geografie
Opština sousedí na východě s opštinami Kočani a Zrnovci a na západě s opštinami Probištip a Karbinci.
Centrem opštiny je vesnice Obleševo. Pod ni spadá dalších 13 vesnic:
| Vesnice     | Počet obyvatel |
| ----------- | -------------- |
| Banja       | 402            |
| Burilčevo   | 173            |
| Češinovo    | 998            |
| Čiflik      | 667            |
| Kučičino    | 546            |
| Lepopelci   | 17             |
| Novo Selani | 74             |
| Sokolarci   | 956            |
| Spančevo    | 1 048          |
| Teranci     | 738            |
| Ularci      | 366            |
| Vrbica      | 12             |
| Žiganci     | 362            |

## Demografie
Podle sčítání lidu z roku 2002 žije v opštině 7 490 obyvatel. Etnickými skupinami jsou:
- Makedonci – 7 455 (99,5 %)
- ostatní – 35 (0,5 %)